# Happy (Bud Spencer Blues Explosion)
Happy Ep è un EP autoprodotto del duo blues rock Bud Spencer Blues Explosion, pubblicato nel 2007.

Il titolo è un gioco di parole in quanto sia Happy che EP si pronunciano in inglese in maniera simile.

## Tracce
1. Dente Perdente
2. Fuori Mano
3. Fanno Meglio
4. Blues di Merda
5. Hamburger In Love
6. Autora Dio
7. Automatic Love

## Formazione
- Adriano Viterbini - voce, chitarra
- Cesare Petulicchio  - batteria, cori